# Stony Creek (Wirginia)
Stony Creek – miasto w Stanach Zjednoczonych, w stanie Wirginia, w hrabstwie Sussex.